# 641
641 (DCXLI) var ett normalår som började en måndag i den julianska kalendern.

## Händelser

### Okänt datum
- En revolt tvingar bort den bysantinske kejsaren Heraklonas och hans mor Martina från makten. Konstans II blir ensam kejsare.
- Araber intar Caesarea.

## Födda
- Jayasimha I, kung av Östra Chalukyas.

## Avlidna
- Heraclius, bysantinsk kejsare.